# SEV
Elfelagið Streymoy-Eysturoy-Vágar (SEV) er et fælleskommunalt elselskab på Færøerne, der både driver kraftværker og står for distributionen af elektriciteten til forbrugere og virksomheder. De fleste kommuner på de tre centrale øer Streymoy, Eysturoy og Vágar var med til at stifte SEV i Vestmanna 1. oktober 1946, og efterhånden har SEV fået samtlige færøske kommuner som medlemmer og en af Færøernes største arbejdspladser. Selskabet fungerer stadig som et sameje mellem alle medlemskommunerne. I 2014 kom 51% af SEV's energi fra vedvarende energikilder som vandkraft og vindenergi. I første halvdel af 2015 blev 65,2% af SEV's energi udvundet fra vandkraft og vindenergi.
I 2015 vandt SEV Nordisk Råds Natur- og Miljøpris, som er på 350.000 kroner. SEV har meddelt, at de vil donere pengene til Páls Høll i Vágur, som er en svømmehal og velværecenter, med Færøernes første 50-meter svømmehal. Hallen er opkaldt efter svømmeren Pál Joensen, som er den eneste færøske svømmer hidtil, der har deltaget ved OL og har vundet medaljer ved EM og VM. Ifølge SEV skal pengene bruges til en elevator i Páls Høll, således at det bliver nemmere for handicappede at få adgang til hallen. Páls Høll ligger ved siden af SEVs kraftværk i Vágur, Vágsverkið, og både selve hallen og poolen i hallen opvarmes med spildvarme fra elproduktionen, som indtil hallen åbnede løb ubrugt ud i havet.

## Direktører
- Hjalgrím Winther 1953–1983
- Klæmint Weihe 1983–2007
- Hákun Djurhuus 2007–d.d.

## Hæder
- 2015 - Nordisk Råds Natur- og Miljøpris